# Caye Tobacco
La Caye Tobacco ou (en espagnol : Cayo Tabaco) est une caye inhabitée dans la mer des Caraïbes située à environ 16 km à l'est de Dangriga. Elle appartient administrativement du District de Stann Creek. C'est l'une des 450 îles de la barrière de corail du Belize.

## Description
Il a une superficie d'environ 1,2 hectare en forme d'œuf, avec une dimension nord-sud d'environ 240 m et une dimension est-ouest de 125 mètres. Il a une population permanente d'environ 20 personnes et voit un flux régulier de voyageurs grâce aux quatre petits pavillons de l'île . 
On pense que l'île a été nommée pour la culture précoce du tabac dans la région. La plus ancienne carte européenne connue indiquant Tobacco Caye avait été réalisée par le géographe britannique J. Speer en 1771.

## Protection
La caye Tobacco  se trouve dans la réserve marine de South Water Caye (South Water Caye Marine Reserve (en)), qui fait partie du système national d'eaux protégées du Belize, avec toute une gamme de restrictions à la pêche. Elle est classée catégorie IV par l'IUCN.
L’île a été ravagée par l’ouragan Mitch en 1998 mais a depuis été reconstruite depuis.

## Galerie
|                    |
| Caye Tobacco (Bar) |

|                      |
| Caye Tobacco (Lodge) |